# Буково (област Пловдив)
Вижте пояснителната страница за други значения на Буково.
Буково е село в Южна България. То се намира в община Първомай, област Пловдив.

### География
Намира се в Родопите. Релефът му е полупланински.
Буково се намира на 28 km южно от Първомай.

## История
Буково е много старо село, разположено южно от планинския масив Драгойна, където са съсредоточени селища още в тракийско време. Името на селото е славянско, хронологизирано в X в.под формата Boύkoba. Това име притежава сериозна научна значимост, защото според акад. Ив. Дуриданов е най-ранното славянско название от топонимията на Първомайско.
Boύkoba е посочено първоначално от чешкия учен акад. Константин Иречек. Според неговото повествование в списъците на епископствата на император Лъв Философ (886 – 907) са първите известия за Родопите от по-старо византийско време. Тогава в тези планини има среща на границите на три митрополии и една от тях е Пловдивската. На пловдивския митрополит били подчинени десет епископии, като Буково е десетата епископия .
Преди три десетилетия в ареала на Буково археологът Б. Чапъров открива уникат – слънчев календар на древните траки за отмерване на сезоните, свидетелство за връзката между траките и Слънцето. Буковският храм на Слънцето с каменния календар се намира над Жълтата пещера утроба. В района на Буково са намерени и каменни шарапани за производство на тракийско вино. Това дава мотив на изследователите да предполагат, че именно тук е бил единият от древните винарски центрове по нашите земи.
Селото е преименувано на Пилашево („в памет на роденият тук и загинал в антифашистките борби народен учител“ Георги Пилашев (1883-1925)) през 1950 г. и си връща името Буково през 1992 г.

## Религии
Предимно мюсюлманско население, но има и малко останали християни.
В селото има църква „Св. Петър и Павел“ и джамия.
Традиционният събор се провежда през лятото, обикновено около Петровден.

## Обществени институции
Има кметство, заведения и хранителни магазини, основно училище „Д-р Петър Берон“ и читалище „Светлина“.

## Културни и природни забележителности
В близост до връх Драгойна има открит археологически обект „Драгойна“.
До Буково е Писаният камък – монолитна скала, маркирана с петроглифи и предизвикала интереса на група алтернативни изследователи. Според тях изсечените върху скалната повърхност петроглифи са най-старият монументален надпис. Писаният камък е оповестен в средите на археолозите, влиза в медийното пространство, но продължава да бъде и сред загадките от българската антична история, чието разшифроване може да доведе до интересни резултати.
Жълтата пещера заема позиция измежду дестинациите за туристическа екопътека. Въобще районът на Буково благоприятства наличието на екопътеки, по чиято траектория и в прилежащите им зони се намират забележителности с историческо значение. На скалата Люляков камък има пещера с колония на прилепи – малък подковонос, култови кладенчета отгоре и стара кариера за воденични камъни; на Каракая – издълбани трапецовидни ниши, както и стари жречески площадки, култови кладенци и една скала, оформена като идол.
Посочвайки локализацията на връх Драгойна между двете села – Драгойново и Буково, в своя студияархеологът Ел. Божинова подчертава стратегическата особеност на Драгойна и намерените при няколкогодишни археологически проувания множество артефакти, отнасящи се към различни антични периоди (Божинова, Ел. Крепостта на връх Драгойна от II – I хилядолетие пр. Хр. - стратиграфия, хронология и интерпретация (резултати от археологическите проучвания  2004 – 2012). // Годишник на Регионален археологически музей  – Пловдив, т. XII, Пловдив, 2014, стр. 45 – 89).
До историческите обекти има маркирани проходими маршрути.
Днес е възобновен интересът към т. нар. Буковски лъв, намиращ се южно от селото. Лъвът е изобразен върху скала, известна с наименованието Иванов камък, а изобразяването на релефа е осъществено от инициативна група младежи по случай 1300-годишнината на българската държава. В този район, както и на самата скала с лъва има трапецовидни ниши.
Четири години Буково даде домакинство и беше  съорганизатор на националния фолклорен фестивал „Угар“, иницииран за пръв път през 2016 г. от сдружение „Ангел войвода“. Фестивалът „Угар“ представя праформи на фолклорната култура, нестинарството, стари занаяти, възстановка на исторически епизоди, дава сцена на изворния музикален, песенен и танцов фолклор.